# InterRegio

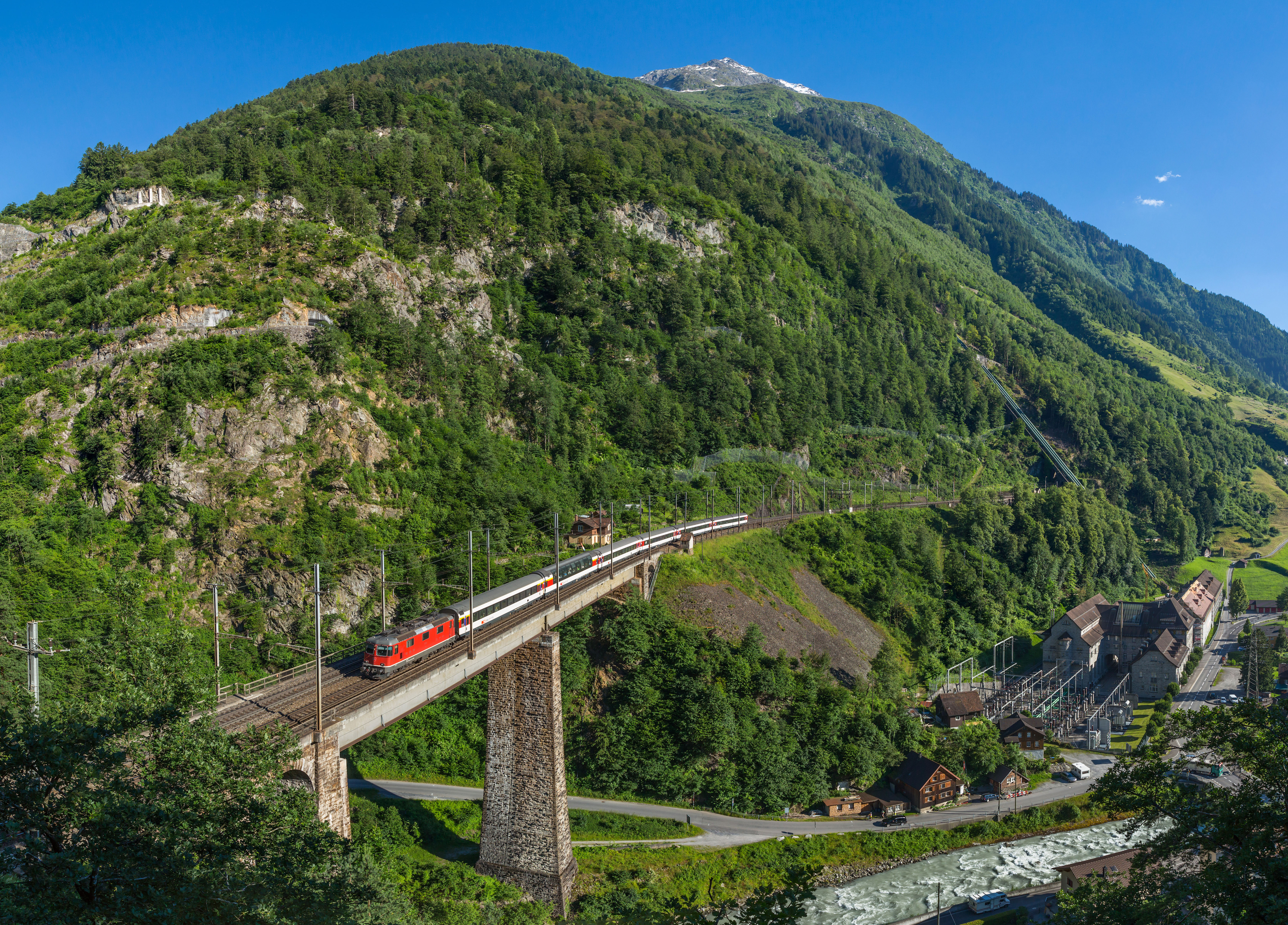
InterRegio avec Re 4/4 ^{II} sur le pont de Chärstelenbach, 2016.

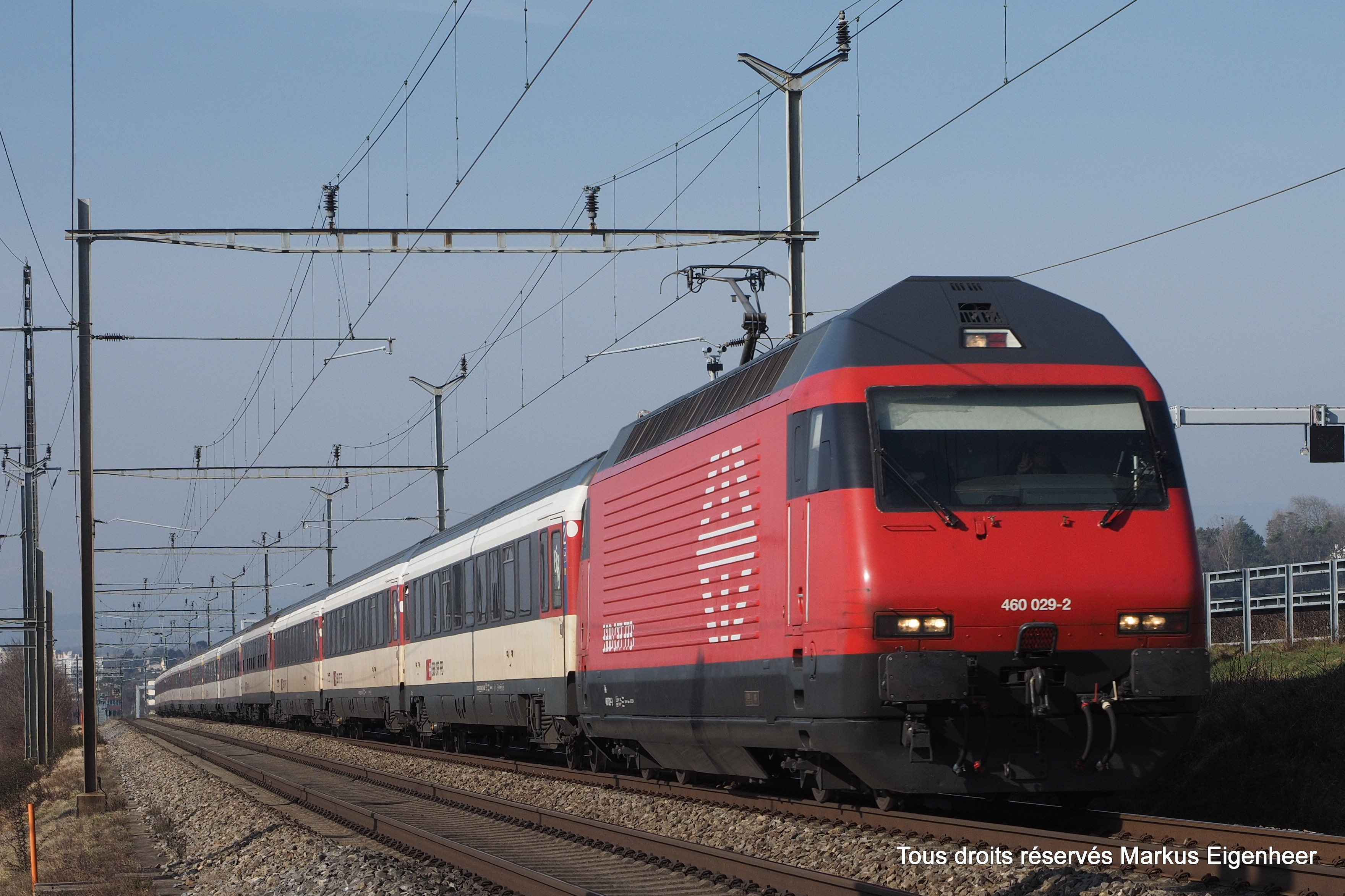
InterRegio avec Re 460 à Denges - Echandens, 2015.

 (octobre 2024).
L'InterRegio ( , en abrégé IR ) est une catégorie de trains en Suisse. 
L'InterRegio est un train de transport ferroviaire voyageurs à longue distance, différent de l'InterCity et du RegioExpress, qui fait partie du trafic régional.

## Différenciation avec InterCity (CFF)
Depuis 2017, les CFF différencient les InterRegio des InterCity comme suit :
| Caractéristique       | InterRegio           | InterCity                                                   |
| --------------------- | -------------------- | ----------------------------------------------------------- |
| Desserte              | Connecte les régions | Connecte les centres                                        |
| Voitures climatisées  | Habituellement       | Toujours                                                    |
| Restauration          | Parfois              | Restaurant et minibar                                       |
| Compartiment spéciaux | Non                  | Zone business, zone silence, voiture ou espace pour enfants |

## Matériel roulant

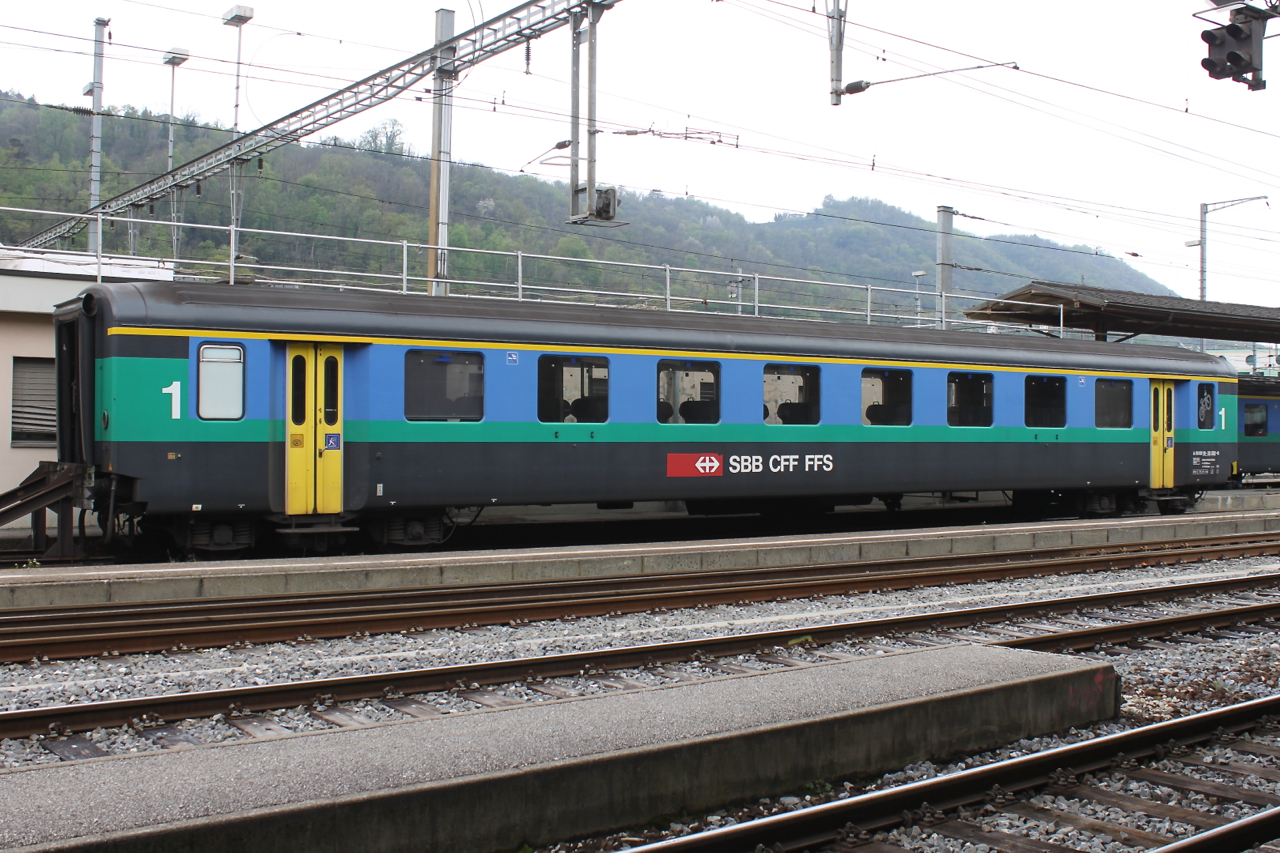
Voiture unifiée IA aux « couleurs InterRegio ».

Les véhicules ci-après sont utilisés sur voie normale, pour l'horaire 2024 : 
- CFF RBDe 4/4 (Domino; Brigue-Domodossola uniquement)
- CFF Re 420 ou CFF Re 460 avec voiture unifiée IV / wagon EuroCity
- CFF Re 460 avec IC2000
- CFF RABDe 500 (ICN)
- CFF RABe 501 (Giruno)
- CFF RABe 502 (FV Dosto)
- CFF RABe 511 (RV Dosto)
- CFF RABe 512 (IR-Dosto)
- BLS RABe 515 (MUTZ)
- CFF RABe 523.5 (Flirt Mouette)
- BLS RABe 528 (MIKA)
- SOB RABe 526 0xx (Flirt) (Lucerne–Saint-Gall)
- SOB RABe 526 1xx/2xx (Traverso) (Bâle/Zurich–Locarno, Lucerne–St-Gall, Coire–Zurich HB–Berne)

## Réseau de lignes

### Lignes InterRegio sur le réseau à voie normale
Lors de l’introduction de l’horaire 2018, les InterRegio comme les InterCity ont été dotés de numéros de ligne. La logique de numérotation est basée sur celle du réseau des routes nationales (en commençant par 1 analogue à l'A1 Genève–Zurich–St. Gallen, 3 analogue à l'A3 Bâle–Zurich–Coire, 9 analogue à l'A9 Lausanne–Brigue, etc.). 
Outre les CFF, le BLS (depuis l’horaire 2020) et le Südostbahn (depuis l'horaire 2021) exploitent des lignes InterRegio.[réf. nécessaire]
Le réseau InterRegio comprend les lignes suivantes :

#### CFF
- 13 Gare centrale de Zurich – Saint-Gall – Sankt Margrethen – Sargans – Landquart – Coire
- 15 Genève-Aéroport – Genève-Cornavin – Nyon – Morges – Lausanne – Palézieux – Romont – Fribourg – Berne – Zofingue – Sursee – Lucerne
- 16 Berne – Olten – Brugg – Gare centrale de Zurich
- 27 Bâle CFF –  Liestal – Sissach – Gelterkinden – Olten – Zofingue – Sursee – Lucerne
- 36 Bâle CFF – Brugg – Gare centrale de Zurich – Zurich Aéroport
- 37 Bâle CFF – Aarau – Gare centrale de Zurich – Saint-Gall
- 57 Genève-Aéroport – Genève-Cornavin – Nyon – Gland – Morges – Yverdon-les-Bains – Neuchâtel
- 70 Lucerne – Zoug – Gare centrale de Zurich
- 75 Lucerne – Rotkreuz – Zoug – Baar – Thalwil – Gare centrale de Zurich – Winterthour – Constance
- 90 Genève-Aéroport – Genève-Cornavin – Lausanne – Vevey – Montreux – Aigle – Saint-Maurice – Martigny – Sion – Sierre – Viège – Brigue
- 95 Genève-Aéroport – Genève-Cornavin – Nyon – Morges – Lausanne – Vevey – Montreux – Aigle – Martigny – Sion – Sierre – Loèche – Viège – Brigue

#### BLS
- 17 Berne – Burgdorf – Olten – Gare centrale de Zurich
- 65 Berne – Lyss – Bienne
- 66 Berne – Chiètres – Anet – Neuchâtel – Chambrelien – Les Geneveys-sur-Coffrane – Les Hauts-Geneveys – La Chaux-de-Fonds

#### SOB
- 26 Bâle CFF – Olten – Lucerne – Arth-Goldau – Schwyz – Brunnen – Flüelen – Erstfeld – Göschenen – Airolo – Ambri-Piotta – Faido – Lavorgo – Bodio – Biasca – Castione-Arbedo – Bellinzone – Giubiasco – Cadenazzo – Tenero – Locarno
- 35 Berne – Burgdorf – Herzogenbuchsee – Langenthal – Olten – Zurich Altstetten – Gare centrale de Zurich – Thalwil – Wädenswil – Pfäffikon SZ – Siebnen-Wangen – Ziegelbrücke – Walenstadt – Sargans – Bad Ragaz – Landquart – Coire (parfois exploité par CFF)
- 46 Gare centrale de Zurich – Zoug – Arth-Goldau – Erstfeld – Göschenen – Airolo – Ambri-Piotta – Faido – Lavorgo – Bodio – Biasca – Castione-Arbedo – Bellinzone – Giubiasco – Cadenazzo – Tenero – Locarno
- Lucerne ‒ Küssnacht am Rigi ‒ Arth-Goldau ‒ Pfäffikon ‒ Rapperswil ‒ Wattwil ‒ Saint-Gall (Voralpen-Express)

### Lignes InterRegio sur le réseau à voie étroite
Le MOB, le MGB, le Zentralbahn et les Chemins de fer rhétiques (RhB), exploitent également des lignes InterRegio sur leur réseau :

#### MOB
- Montreux – Montbovon – Château-d'Oex – Gstaad – Zweisimmen (Golden Pass Express)

#### MGB
- Zermatt – Brig Bahnhofplatz – Andermatt – Disentis/Mustér – Coire – Tiefencastel – Samedan – Saint-Moritz (Glacier Express)

#### ZB
- (Luzern-Interlaken Express) Lucerne – Sarnen – Sachseln – Giswil – Kaiserstuhl OW – Lungern – Brünig-Hasliberg – Meiringen – Brienzwiler – Brienz – Brienz West – Ebligen – Oberried am Brienzersee – Interlaken-Est

- (Luzern-Engelberg Express) Lucerne – Stans – Dallenwil – Niederrickenbach Station – Wolfenschiessen – Grafenort – Engelberg

#### RhB
- Coire – Thusis – Saint-Moritz

- Coire – Samedan – Pontresina – Tirano (Bernina Express)